# Schienenverkehr in Aserbaidschan

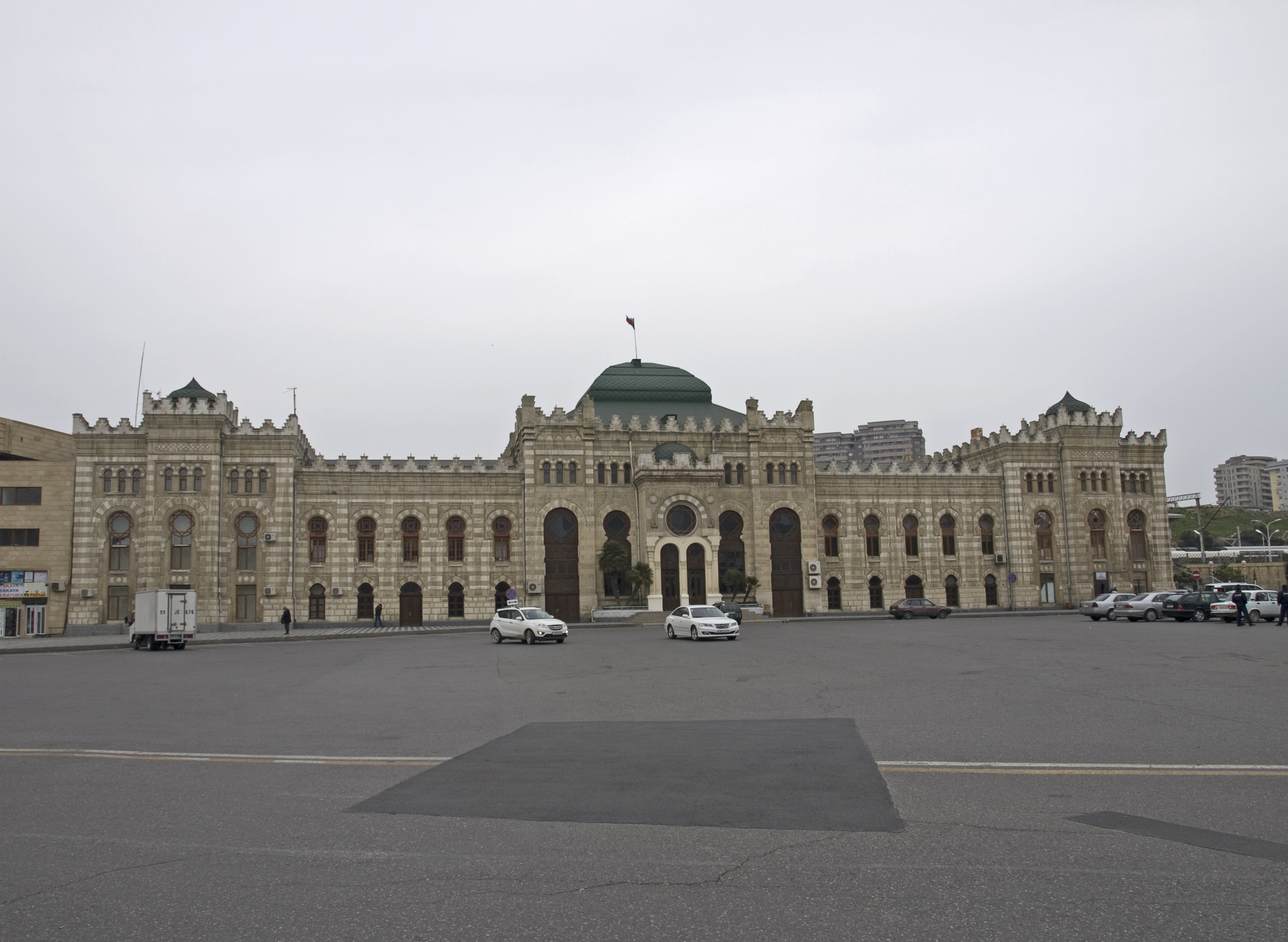
Bahnhof von Baku

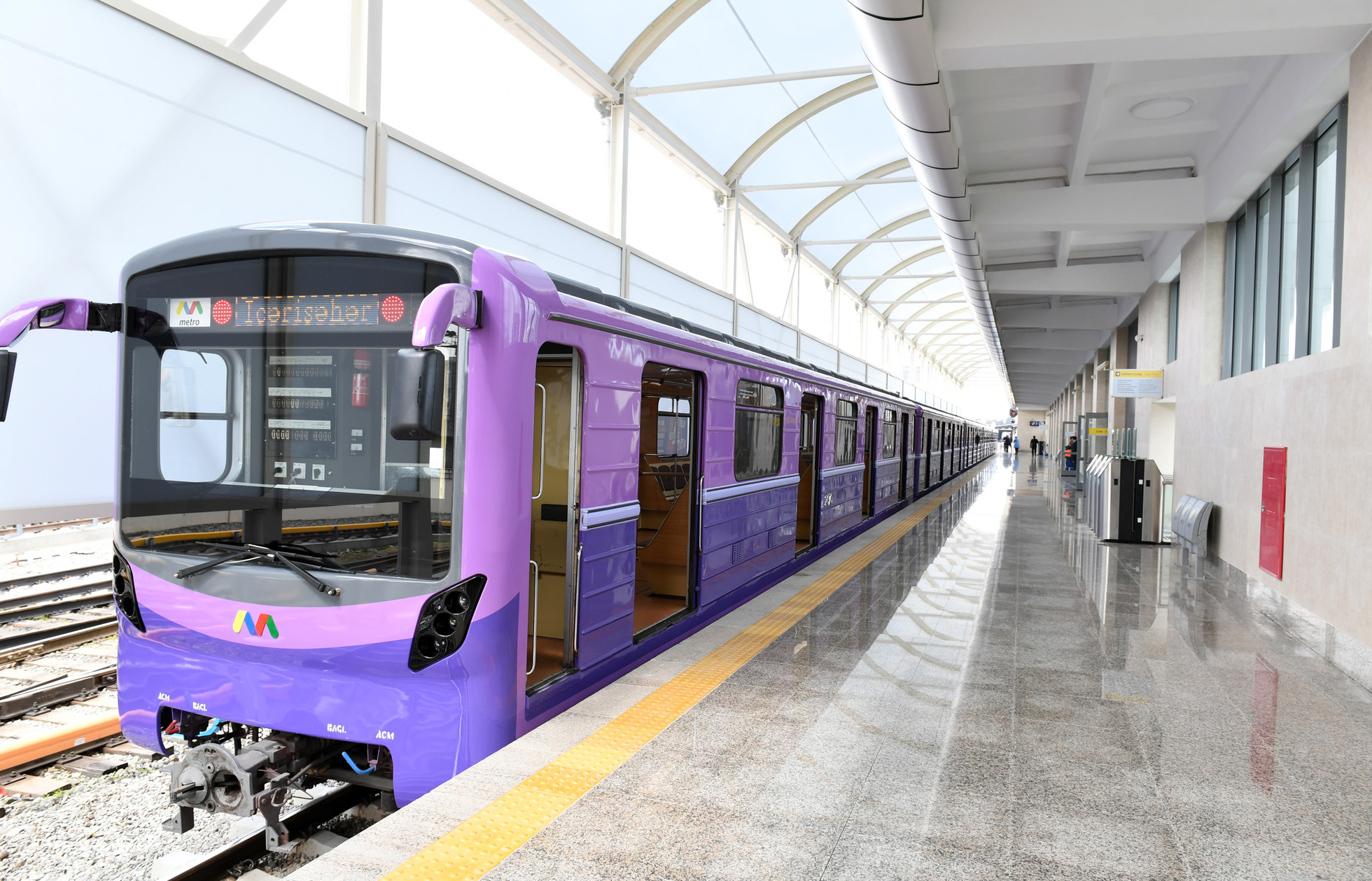
Metro Baku

Schienenverkehr in Aserbaidschan gibt es seit 1880. Heute wird er überwiegend von der Staatsbahn Azərbaycan Dəmir Yolları (ADY; international auch Aserbaidschan Demir Yollari geschrieben) durchgeführt. Ein weiterer bedeutender Träger von Schienenverkehr im Land ist die Metro Baku.

## Geschichte

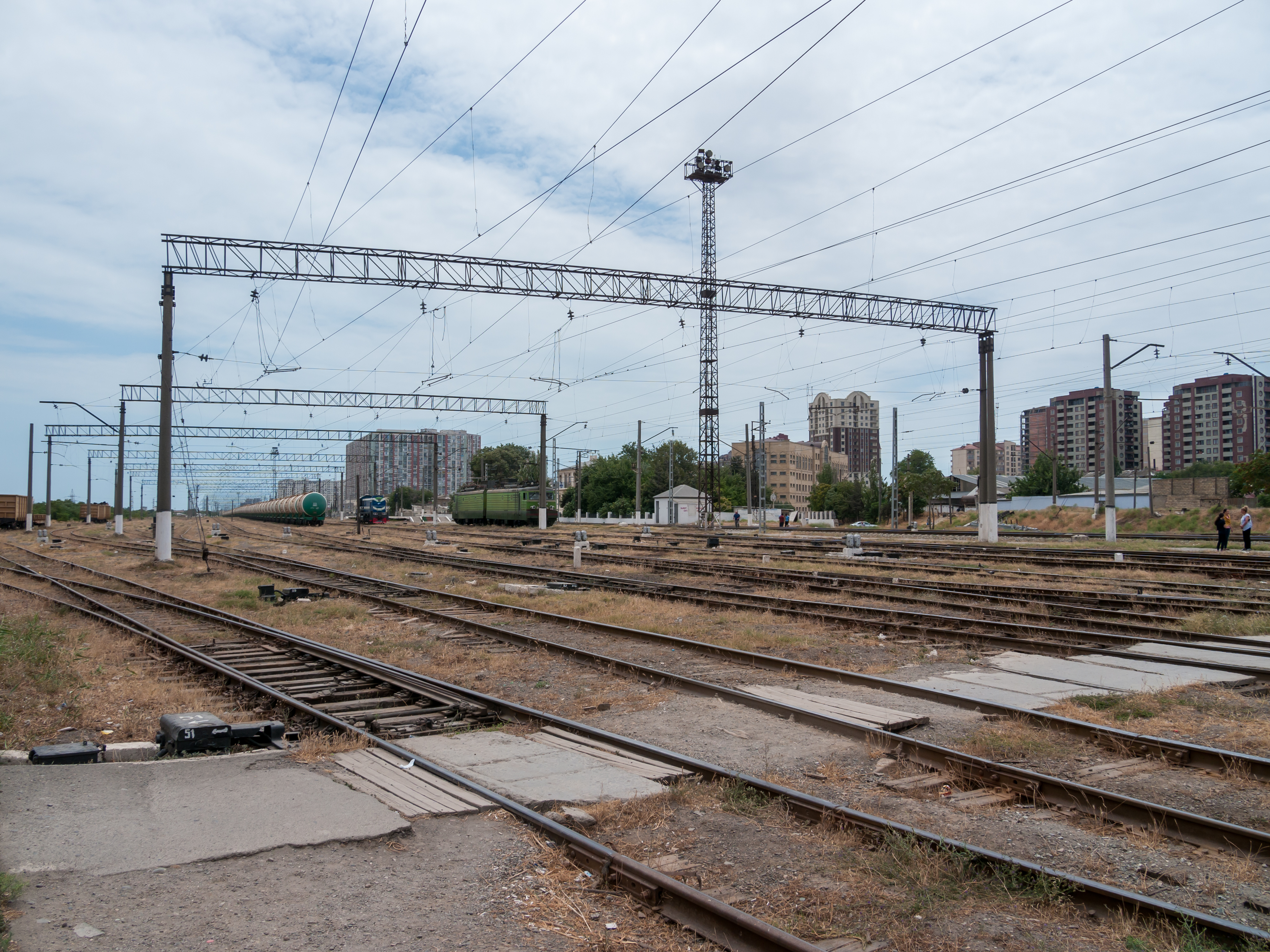
Güterbahnhof von Baku, 2019

Der Grundstein für die Aserbaidschanischen Eisenbahn wurde 1878 gelegt, als das Ministerkomitee im Beisein von Zar Alexander II. den Bau der ersten Eisenbahn beschloss, die in Baku vom Umland in das Stadtzentrum führte. Die von der britischen Eisenbahngesellschaft Poti–Tiflis in der Spurweite 1524 mm (russische Breitspur) gebaute und 1880 eröffnete 27 km lange Strecke diente vorrangig dem Transport von Rohöl aus den Ölfeldern von Sabunçu, Suraxany und Balaxanı zu den Raffinerien. Sie war wesentlich leistungsfähiger als die zuvor eingesetzten Karawanen, die das Erdöl in hölzernen Fässern und Kisten transportierten.
1883 wurde die erste Fernverkehrsstrecke eröffnet. Sie führte von Baku nach Tiflis in Georgien. Dort bestand Anschluss an die Strecke zum Schwarzmeerhafen Poti. Die Verbindung diente damit vorrangig dem Export von Produkten der Erdöl verarbeitenden Industrie. Im selben Jahr ging die Eisenbahngesellschaft Poti–Tiflis in der Transkaukasische Eisenbahn auf, die 1889 unter Zar Alexander III. aus militärstrategischen Gründen verstaatlicht wurde. Fortan waren die Eisenbahnen in Aserbaidschan ein Teil der Russischen Eisenbahnen, die 1922 zu den Sowjetischen Eisenbahnen (SŽD) wurden.
1900 wurde eine Verbindung von Baku über Baladschari nach Derbent und Petrowsk (Machatschkala) in Dagestan eröffnet. Mit Anschluss an das Eisenbahnnetz im armenischen Teil Russlands in Uluchanlu (heute Massis) und ohne direkte Verbindung zum aserbaidschanischen Eisenbahnnetz wurde 1908 in die Strecke nach Culfa über Şərur in Betrieb genommen. Damit war der Ausbau des aserbaidschanischen Eisenbahnnetzes vorerst abgeschlossen.
Aufgrund der Verfügbarkeit von Elektrizität aus Wasserkraft wurde ungewöhnlich früh mit der Elektrifizierung der Bahnstrecken begonnen. Die 1926 mit 1200 Volt Gleichstrom elektrifizierte Strecke Baku–Sabunçu war die erste elektrisch betriebene Eisenbahnstrecke der Sowjetunion. Spätere Elektrifizierungen erfolgten mit 3000 Volt Gleichstrom.
Die 1924 eröffnete Strecke Ələt–Əli Bayramlı (heute Şirvan) wurde 1936 nach Mincivan und 1941 über armenisches Gebiet (Meghri) nach Culfa verlängert. 1941 wurde die Strecke nach Astara mit anschließendem Grenzübergang nach Iran eröffnet. 1944 wurde Stepanakert (Xankəndi) angeschlossen.
Bis zum Zerfall der Sowjetunion 1991 wurde der Eisenbahnverkehr in Aserbaidschan von der Transkaukasischen Eisenbahn unter Aufsicht des sowjetischen Verkehrsministeriums durchgeführt. Diese besaß drei Abteilungen in Baku, Gəncə und Naxçıvan. Mit der Unabhängigkeit Aserbaidschans 1991 wurde eine eigene Staatsbahn eingerichtet, die Azərbaycan Dövlət Dəmir Yolu, die 2009 in Azərbaycan Dəmir Yolları umbezeichnet wurde.

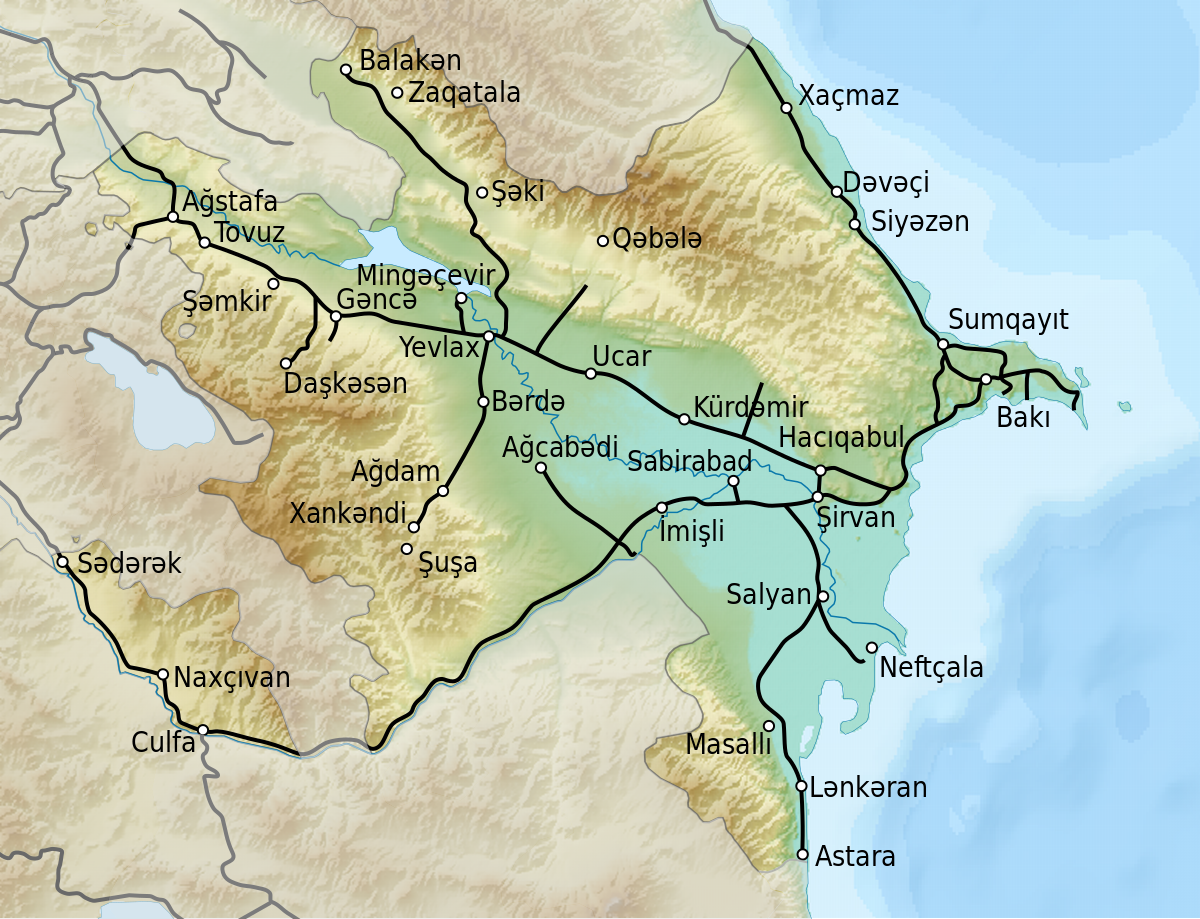
Übersichtskarte über das aserbaidschanische Eisenbahnnetz

## Gegenwart

### Azərbaycan Dəmir Yolları
Das Streckennetz der Azərbaycan Dəmir Yolları hat eine Gesamtlänge von 2918 km, davon 800 km zweigleisig und 1278 km mit 3 kV Gleichspannung elektrifiziert. Die Gleise sind in Russischer Breitspur (1520 mm) verlegt. Im Güterverkehr dominiert der Öltransport von Baku zu den georgischen Häfen Batumi und Poti am Schwarzen Meer. 
Im Großraum Baku soll das Streckennetz für den Nahverkehr ausgebaut und die Anzahl der Stationen erhöht werden. Unter den Bauvorhaben ist auch eine Anbindung des Flughafens Baku durch die Bahn.

### Naxçivan Dəmir Yolları
Aufgrund des Konflikts mit Armenien um Bergkarabach ist der Eisenbahnbetrieb in den armenisch besetzten und ehemals besetzten Gebieten (Republik Bergkarabach) sowie der grenzüberschreitende Verkehr nach Armenien eingestellt. Damit besteht auch kein durchgehender Eisenbahnverkehr in die ehemalige Exklave Nachitschewan. Der Eisenbahnverkehr ist dort ein Inselbetrieb, der von der Naxçivan Dəmir Yolları, einer Tochtergesellschaft der Azərbaycan Dəmir Yolları durchgeführt wird. Nach dem Waffenstillstandsabkommen im Bergkarabachkrieg 2020 steht der aserbaidschanische Teil der Verbindungsstrecke nach Nachitschewan wieder komplett unter der Kontrolle von Aserbaidschan. Arbeiten, um die verbindende Bahnstrecke Ələt–Culfa wieder in Betrieb zu nehmen, haben vor dem 14. Februar 2021 begonnen. Etwa 100 km der Strecke müssen wieder hergestellt werden, bevor durchgehender Verkehr wieder möglich ist. Bei Culfa/Dscholfa besteht ein Grenzübergang zur Islamischen Republik Iran, der zurzeit (2021) aber nicht befahren wird. Es ist geplant, ihn wieder in Betrieb zu nehmen.
Eine direkte Verbindung von Naxçıvan über Iğdır nach Kars wurde zwischen der Türkei und Aserbaidschan 2014 vertraglich vereinbart.

## Anschluss an Nachbarbahnen

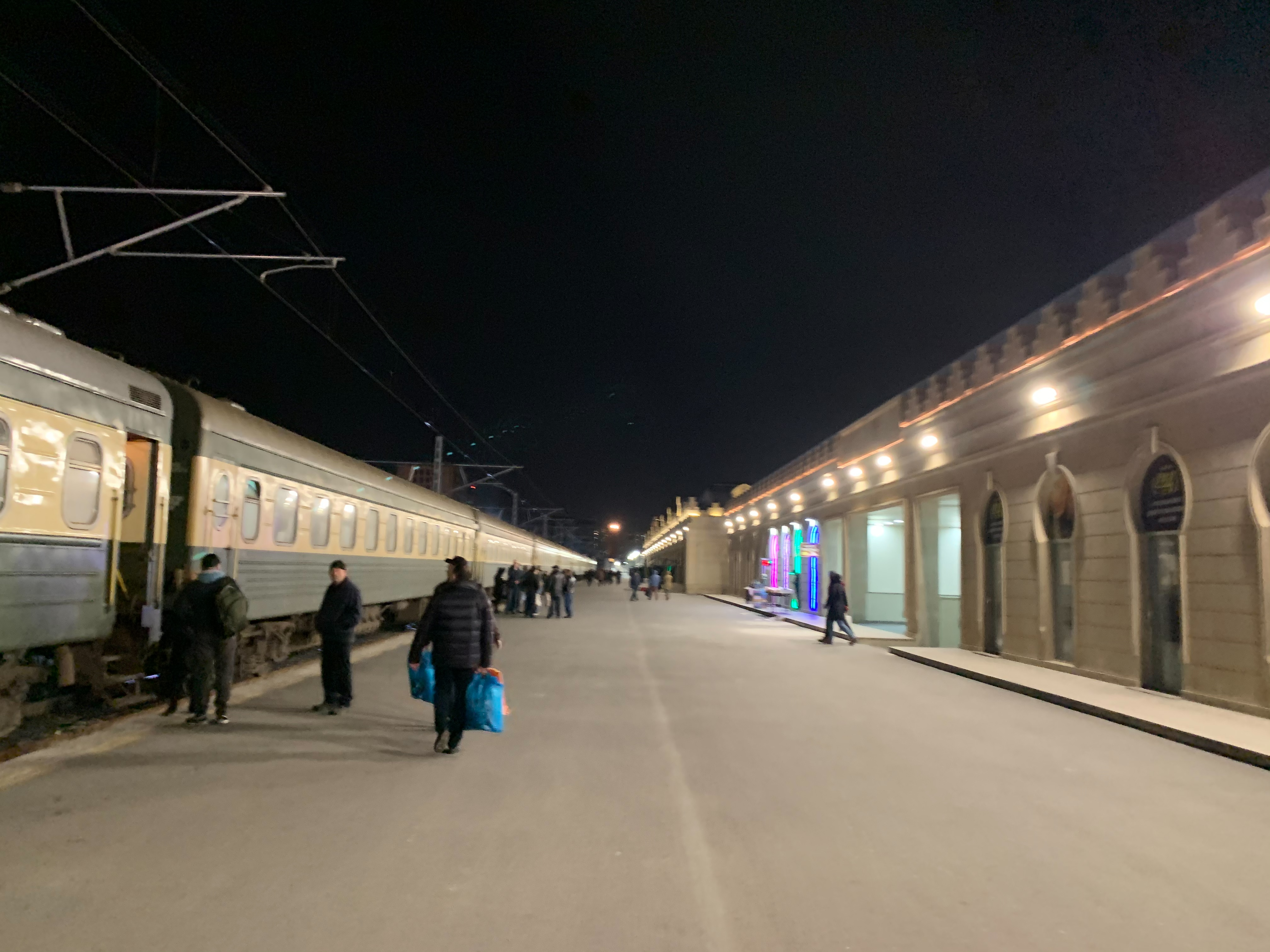
Zug nach Tbilisi im Bahnhof Baku

Der wichtigste Grenzbahnhof ist Böyük-Kəsik an der Grenze zu Georgien. Auch die Bahnstrecke Kars–Achalkalaki–Tiflis–Baku, im Güterverkehr in Betrieb, Personenverkehr soll folgen, nutzt seit 2020 diesen Übergang.
Der Verkehr mit Russland läuft über die Bahnstrecke Baku–Yalama mit dem Grenzbahnhof Yalama.

Eine Strecke in Iran, die bei Astara anschließen soll, befindet sich im Bau. 
Während der COVID-19-Pandemie 2020 waren die Grenzen zu den Nachbarländern geschlossen.

## Trivia
- Der 13. Oktober ist in Aserbaidschan der „Tag des Eisenbahners“.[8]
- Ein Hofzug für den Staatspräsidenten, İlham Əliyev, wurde 2021 von Stadler Rail aus seinem Werk in Fanipal (Belarus) ausgeliefert.[9]